# 三和英树
三和英树（日语：／ Miwa Hideki，1969年3月13日—），日本男子自行车运动员。他曾代表日本参加1990年亚洲运动会自行车比赛，获得一枚金牌。他也曾参加1988年夏季奥林匹克运动会。